# Línguas tacanas

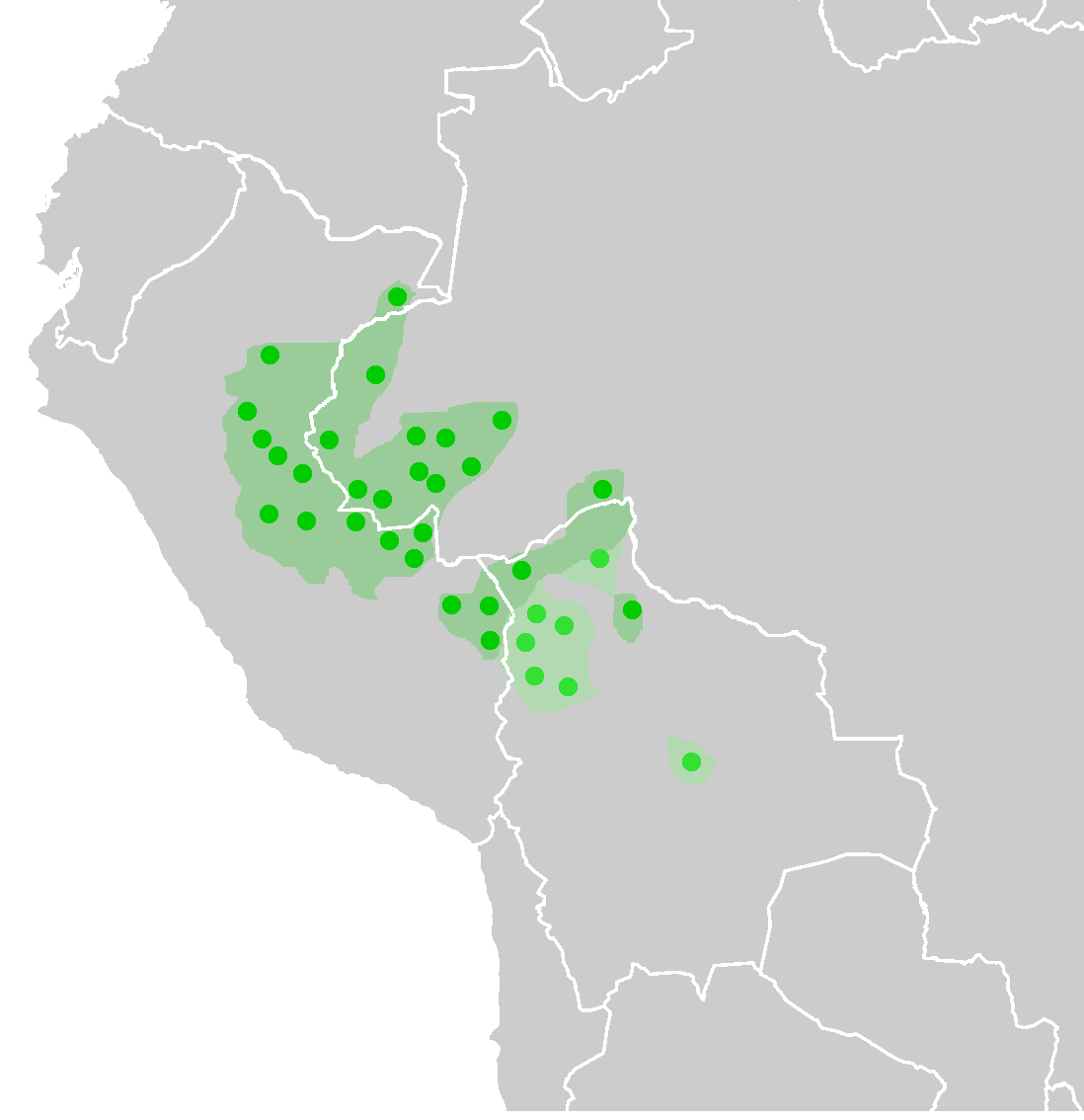
Línguas pano (verde-escuro) e línguas tacanas (verde-claro): os pontos indicam a localização documentadas das línguas.

As línguas tacanas são uma família linguística  pertencente ao tronco Pano-Tacana. As línguas são faladas por povos indígenas na Bolívia e no Peru.

## Comparações lexicais
Alguns paralelos lexicais entre o Proto-Tacana, o Proto-Tupí e o Proto-Tupí-Guaraní (PTG) (Jolkesky 2016):
| Português     | Proto-Tacana         | Proto-Tupí            |
| ------------- | -------------------- | --------------------- |
| animal/carne  | Cavineña uu ‘animal’ | PTPG *oʔo ‘carne’     |
| deitar/dormir | *tawi ‘dormir’       | PTPG *ʔaw ‘deitar’    |
| lua           | *badi                | *watɨ                 |
| morrer        | *manu                | PTPG *manõ            |
| mosquito      | *ʤiʔo                | *watʲiʔũ              |
| pele          | *biti                | *pit                  |
| raposa/anta   | *awada ‘anta’        | PTPG *awara ‘canídeo’ |